# Тукумански туко-туко
Тукумански туко-туко (Ctenomys tucumanus) је врста глодара (Rodentia) из породице туко-тукоа (Ctenomyidae).

## Распрострањење
Ареал врсте је ограничен на аргентинску провинцију Тукуман, која је једино познато природно станиште врсте.

## Станиште
Станиште врсте су екосистеми ниских трава и шумски екосистеми.

## Угроженост
Подаци о распрострањености ове врсте су недовољни.